# مبدأ فيرما

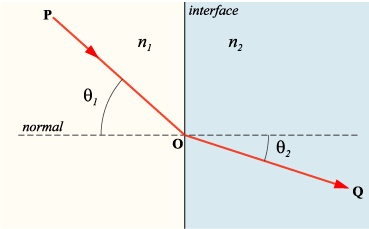

قام العالم بيير دي فيرما بصياغة قانون أقصر الأوقات لتعيين مسار الضوء بين نقطتين، وذلك في شرحه لعملية انكسار الضوء. كما وضع معادلة للرسم البياني للخط المستقيم، وآخر نظرياته الرياضية لم تُثْبت أو تُنْف بعد حتى الآن.

## مبدأ القانون
ينص مبدأ بيير دي فيرما على أنه يمكن قياس أقصر وقت لتعيين مسار الضوء بين نقطتين، وذلك في شرحه لعملية انكسار الضوء. كما وضع معادلة للرسم البياني للخط المستقيم، وآخر نظرياته الرياضية لم تُثْبت أو تُنْف بعد حتى الآن.